# Trachemys decussata
Trachemys decussata är en sköldpaddsart som beskrevs av den brittiske zoologen John Edward Gray 1831. Trachemys decussata ingår i släktet Trachemys och familjen kärrsköldpaddor.
Arten förekommer i Kuba samt på mindre öar i närheten. Den introducerades på Caymanöarna.

## Underarter
Arten delas in i följande underarter:
- T. d. decussata
- T. d. angusta